# César Socarraz
César Augusto Socarraz (Lima, 5 de juny de 1910 - Lima, 1 de gener de 1984) fou un futbolista peruà.
Va formar part de l'equip peruà als campionats sud-americans de 1939 i 1941.
Pel que fa a clubs, defensà els colors de Universitario de Deportes i Colo-Colo.

## Palmarès
- Lliga peruana de futbol: 2

1934, 1939 (Universitario)
- Lliga xilena de futbol: 1

1941 (Colo-Colo)
- Copa Amèrica de futbol: 1

1939 (Perú)